# Piximactia uruhuasi
Piximactia uruhuasi är en tvåvingeart som beskrevs av Townsend 1927. Piximactia uruhuasi ingår i släktet Piximactia och familjen parasitflugor.
Artens utbredningsområde är Peru. Inga underarter finns listade i Catalogue of Life.